# ديك ستيوارت
ديك ستيوارت (بالإنجليزية: Dick Stuart) هو لاعب كرة قاعدة أمريكي، ولد في 7 نوفمبر 1932 في كاليفورنيا في الولايات المتحدة، وتوفي في 15 ديسمبر 2002 في ريدوود في الولايات المتحدة بسبب سرطان.

## وصلات خارجية
- ديك ستيوارت على موقع دوري كرة القاعدة الرئيسي (الإنجليزية)
- ديك ستيوارت على موقع الدوري الياباني لكرة القاعدة (الإنجليزية)
- ديك ستيوارت على موقعبيزبول رفرنس.كوم (الدوري الرئيسي) (الإنجليزية)
- ديك ستيوارت على موقعبيزبول رفرنس.كوم (الدوري الثانوي) (الإنجليزية)
- ديك ستيوارت على موقع إي إس بي إن.كوم (أم.أل.بي) (الإنجليزية)
- ديك ستيوارت على موقع مشجعي الرسوم البيانية (الإنجليزية)